# سیارک ۲۰۲۵۶
سیارک ۲۰۲۵۶ (به انگلیسی: 20256 Adolfneckar، نامگذاری:1998FC3) بیست هزار و دویست و پنجاه و ششمین سیارک کشف شده‌است که در ۲۳ مارس ۱۹۹۸ کشف شد.
قدر مطلق سیارک برابر ۱۶٫۰۰ است.